# Xi Ursae Majoris
Désignations
ξ UMa A : HD 98231, HR 4375, LFT 790, LHS 2390, LTT 13045

Xi Ursae Majoris (en abrégé ξ UMa), également nommé Alula Australis, est un système quintuple d'étoiles situé à 28,5 années-lumière de la Terre dans la constellation de la Grande Ourse. Sa magnitude apparente combinée est de 3,79.

## Nomenclature, histoire et mythologie

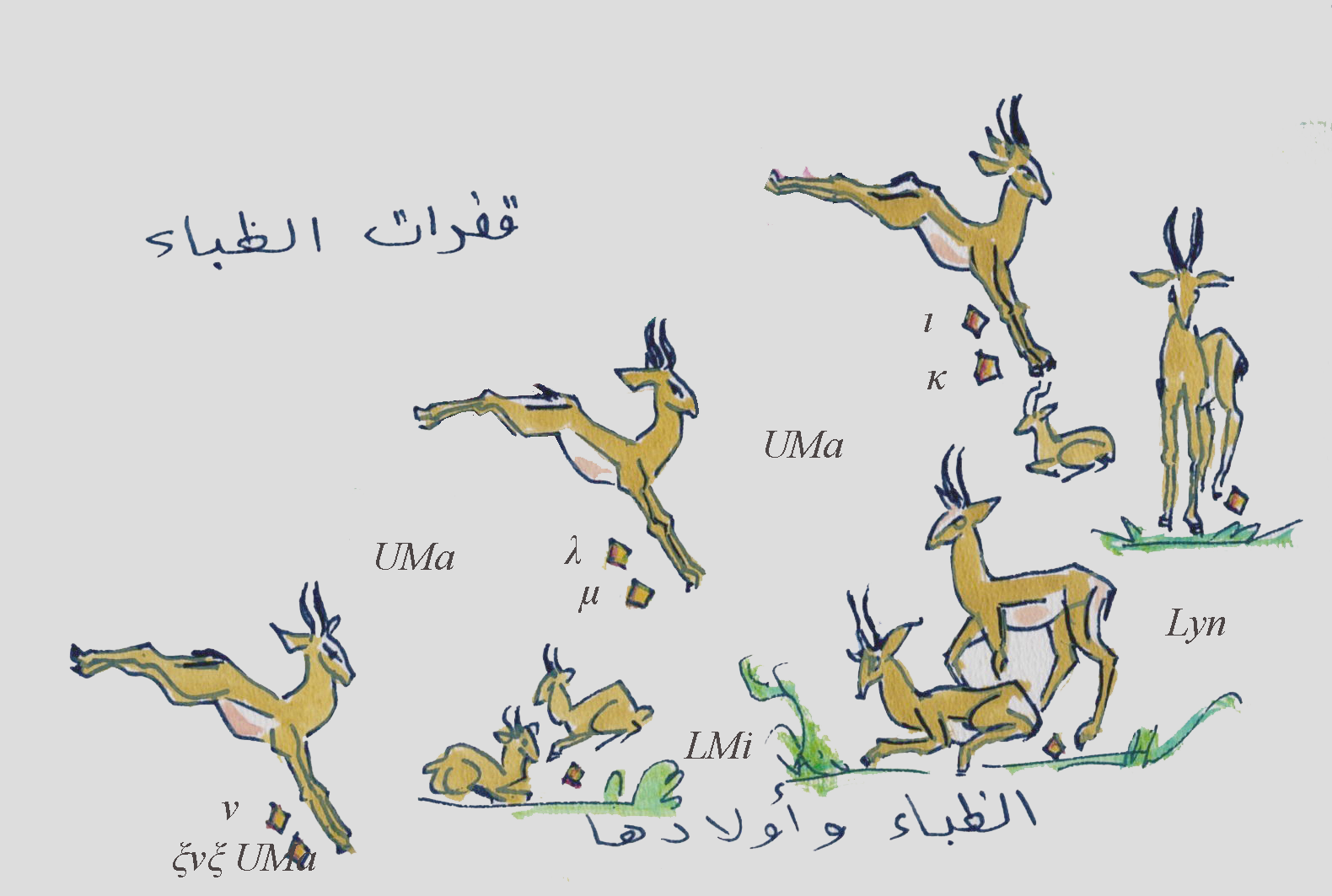
La figure de la série desالظباء قفزات Qafzāt al-Ẓibā’, « les Sauts de Gazelles », dans le ciel arabe traditionnel, tel que la décrit ᶜAbd al-Raḥmān al-Ṣūfī, 964.

ξ Ursae Majoris, latinisé Xi Ursae Majoris, est la désignation de Bayer du système. Il porte également la désignation de Flamsteed de 53 Ursae Majoris.
Alula Australis est aujourd’hui le nom approuvé pour ξ UMa par l’Union astronomique internationale (UAI) ; formellement, il se réfère uniquement à la composante ξ UMa Aa. Il vient de l’arabe الثانية al-Ūlā, résultant de la troncation du nom complet, soit القفزة الألى al-Qafzat al-Ūlā, « le Premier Saut »,. 

Pour comprendre ce nom, il faut se référer à la série des قفزات الظباء Qafzāt al-Ẓibā’, « les Sauts de Gazelles », qui figurent dans le ciel arabe traditionnel tel qu’il est décrit par ᶜAbd al-Raḥmān al-Ṣūfī (964). Selon lui, il s’agit des six étoiles situées sur les trois pieds de l’Ourse touchant le sol, à savoir ν et ξ UMa formant al-Ūla, soit « le Premier [Saut] », λ et μ UMa al-Ṯāniyya, « le Second », et ι et κ UMa al-Ṯāliṯa, « le Troisième ». Chaque « Saut » ressemble à la trace du pied fendu des gazelles, et, toujours al-Ṣūfī donne à ce propos ce dicton arabe,: 

« Les Gazelles sautèrent lorsque le Lion frappa la terre de sa queue. »

. 
Plus tard, dans le Catalogue d’al-Tīzīnī, édité en complément des زيجِ سلطانی Zīğ-i Sulṭānī ou « Tables sultaniennes » d’Uluġ Bēg (1437), est donné la transcription ‘AlKáphza’ Prima pour ξ UMa. Giuseppe Piazzi s’en saisit pour donner à ξ UMa le nom de Al-ula australis et, par symétrie, à ν UMa, celui de Al-ula Borealis. Ils sont ignorés par Richard Hinckley Allen (1899), mais repris dans plusieurs catalogues du XXe siècle,,, et finalement consacrés par l’UAI.

## Description

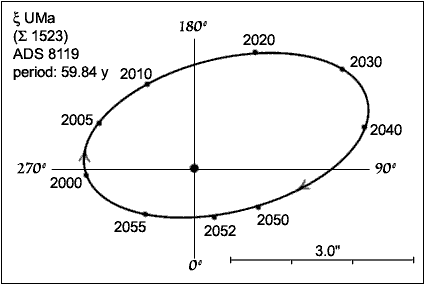
Orbite de Xi Ursae Majoris A et B.

Xi Ursae Majoris A et B constituent une étoile binaire visuelle, et il leur faut 59,88 ans pour compléter une orbite, avec une excentricité de 0,40 et un demi-grand axe de 2,54 secondes d'arc. Ce sont toutes deux des binaires spectroscopiques, dont les étoiles principales, Xi Ursae Majoris Aa et Ba possèdent chacune un compagnon stellaire de faible masse, désignés Xi Ursae Majoris Ab et Bb respectivement.
Xi Ursae Majoris Aa et Ba sont deux étoiles sur la séquence principale similaires au Soleil. La première est ainsi une naine jaune-blanche de type spectral F8,5:V, tandis que la seconde est une naine jaune de type spectral G2V. La taille de la première étoile est d'environ 101 % de celle du Soleil et sa luminosité de 110 %. La taille de la deuxième étoile est d'environ 78 % de celle du Soleil et sa luminosité de 67 %. Xi Ursae Majoris Ab est une naine rouge, tandis que Xi Ursae Majoris Bb pourrait être une naine blanche. Ce système est complété par un dernier objet, qui est une naine brune de type T située à plus de 500 secondes d'arc des autres étoiles et désignée Xi Ursae Majoris D.
Le 2 mai 1780, William Herschel a découvert ce système comme étant une étoile binaire le premier. Il a joué un rôle important dans l'histoire de l'astronomie : c'est en effet le premier système stellaire dont l'orbite put être déterminée, par observation visuelle, en 1830, par l'astronome français Félix Savary.